# Yerkin Gabasov
Yerkin Gabasov (9 de septiembre de 1983) es un deportista kazajo que compite en tiro adaptado. Ganó una medalla de plata en los Juegos Paralímpicos de París 2024, en la prueba de rifle de aire de pie 10 m (clase SH1).

## Palmarés internacional
| Juegos Paralímpicos | Juegos Paralímpicos | Juegos Paralímpicos | Juegos Paralímpicos           |
| Año                 | Lugar               | Medalla             | Prueba                        |
| ------------------- | ------------------- | ------------------- | ----------------------------- |
| 2024                | París (Francia)     | Medalla de plata    | Rifle de aire de pie 10 m SH1 |